# Mediální logika
Mediální logika je souborem vnitřních pravidel pro výrobu mediálních obsahů prostřednictví mediálních organizací. Spadají sem různé věci, jako například různé redakční rutiny, dělba práce mezi novináři, časový rozvrh vydání či specifické zaměření na určitá témata. Dle mediálního teoretika Denisa McQauila jde o „soubor nepsaných pravidel a norem určujících, jak má být obsah zpracován.“ Například pro médium je důležitý zisk, proto mění svoji produkci tak, aby přilákala publikum a byla tak zisková.
Mediální teoretici Altheide a Snow vidí mediální logiku jako způsob komunikace, jakým média reprezentují i předávají informace a jemuž se příjemci mediálních sdělení přizpůsobují. Dle Dahlgrena jde o specifické způsoby a procesy, které ovlivňují organizaci práce vykonané v rámci určitého média. Též jde o kulturní kompetence a rámce příjemců využívané při příjmu mediálních produktů, příjemci navíc mohou mediální logiku pozměňovat.